# Jules Halkin
Jules Halkin (ou Jules-Joseph Halkin), fils de Pierre Charles Halkin et de Marie Maréchal né le 23 octobre 1830 à Liège où il meurt le 16 juillet 1888 , est un sculpteur belge.

## Biographie

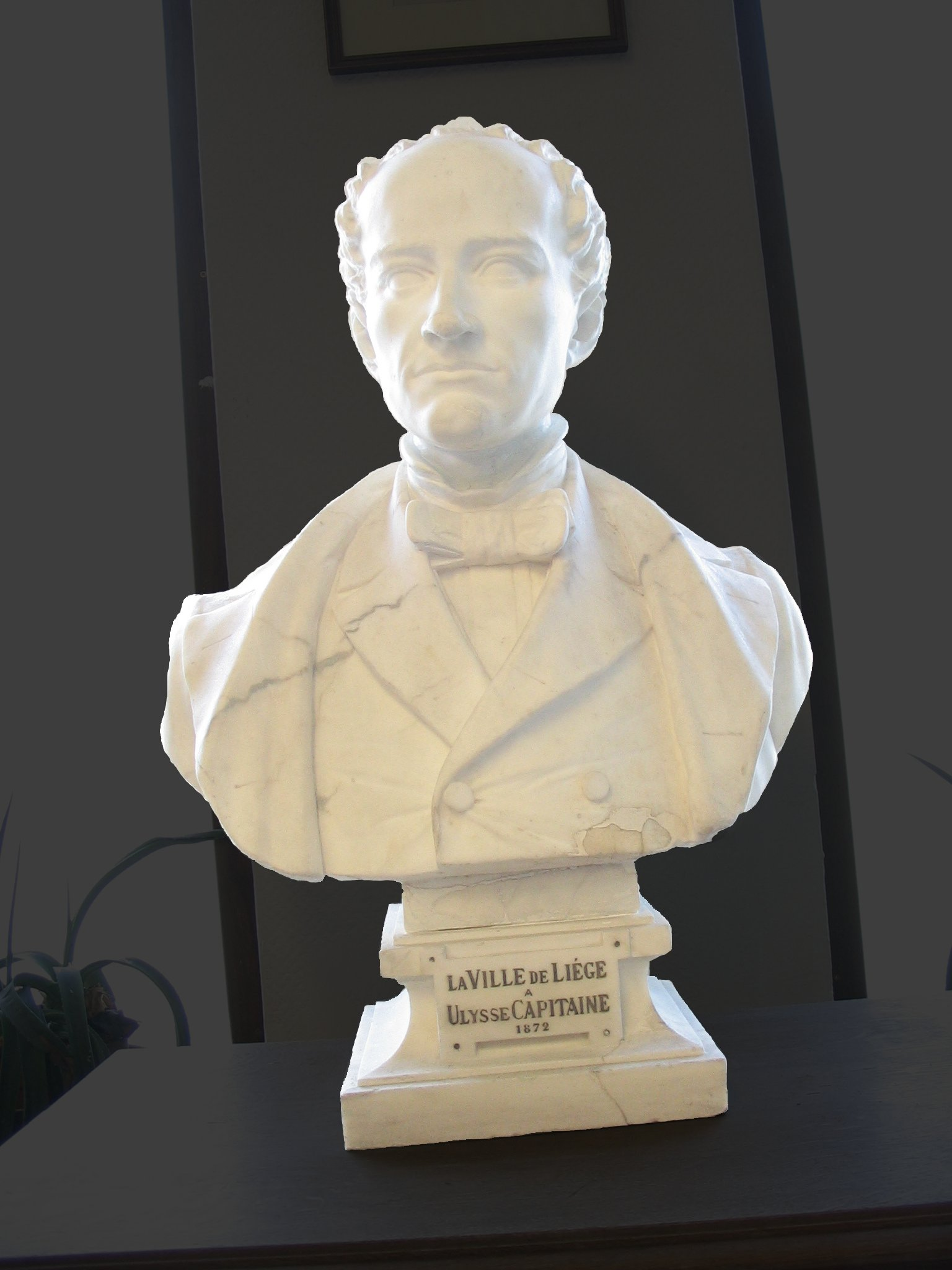
Buste de Ulysse Capitaine

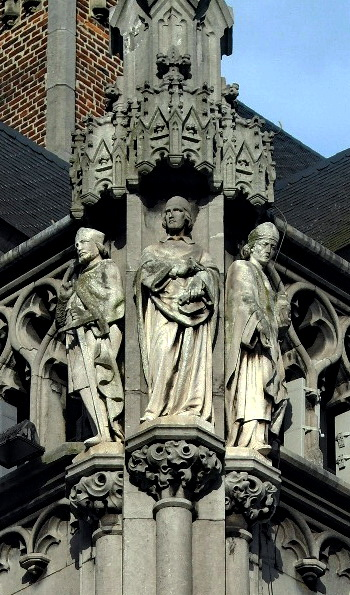
Statues des Evêques Francon, Rathère et Wazon

Formé à l'académie des beaux-arts de Liège, où il est l'élève de Gérard Buckens, il séjourne à Rome de 1851 à 1853, grâce à une bourse de la fondation Lambert Darchis. Il fit ensuite un long voyage en France et en Allemagne pour parfaire sa formation.
Rentré en Belgique, il vit et travaille à Liège rue des Vingt-Deux, où il meurt en 1888 et est inhumé au cimetière de Robermont (concession 11-9-5).
Il épouse Claire Gerard, fille de Antoine Auguste Gerard et Thérèse Françoise Caroline Cleinge (fille de Mathieu Cleinge et de Thérèse Michel de Brialmont) dont quatre enfants Elise, Jules, Henri, Louise.Il est membre de la Commission royale des monuments et des sites et membre fondateur de la Société liégeoise de littérature wallonne.

## Œuvres
- 1861: Enfant au hanneton à Londres
- 1861: Massacre de St Lambert, bas-relief, porte de l'église du Val Saint Lambert, à Seraing.
- 1862-1865: Les quatorze stations du Chemin de Croix en pierre de france, à l'église Saint-Jacques, à Liège. Ces stations furent reproduites, en fonte d'art, par la société des hauts-fourneaux et fonderies du Val d'Osne à Paris.
- 1871: Le Christ rencontrant sa Mère, bas relief, envoi à Londres
- 1871: Buste de Etienne Soubre compositeur, directeur du Conservatoire royal de musique à Liège Bronze
- 1873: Buste de M.J.A d'Otreppe de Bouvette, président fondateur de l'Institut Archéologique liégeois.
- 1872: Buste de Ulysse Capitaine industriel et mécène, marbre Bibliothèque Ulysse Capitaine à Liège
- 1874: St Benoit en pierre de France, église Saint-Jacques à Liège
- 1878: En chasse, Cupidon au  Musée de l'Art wallon à Liège Marbre
- 1879: Les 600 Franchimontois et Mort de Saint Lambert, bas-reliefs, Palais des Princes-Évêques à Liège
- 1880: Buste de Edouard Sève, consul de Belgique aux États-Unis
- 1880: Enfant, marbre, exposition de l'art belge à Philadelphie
- 1885: Le cheval de halage ou Le cheval du batelier et son conducteur, aux Terrasses d'Avroy, à Liège. (Bronze de la fonderie royale de canons)
- 1887: Buste du Roi Léopold II pour le gouvernement provincial, marbre
- Buste du professeur Antoine Spring, aux Collections artistiques de l'université de Liège.
- Buste du peintre Auguste Chauvin Bronze
- Buste du peintre Barthélemy Vieillevoye et premier directeur de l'Académie des Beaux Arts de Liège Bronze
- Statues des Evêques Francon, Rathère, Wazon et de Louvrex, Méan, Jean Del Cour sur la façade ouest Palais des Princes-Evêques à Liège
- Le cheval de halage et son conducteur, réduction au 1/4 ( Bronze de la maison Luppens & Cie à Bruxelles )
- St Lambert à la Cathédrale St Paul à Liège.Statue de 2m.64 de hauteur placée au sommet du gâble droit du transept.